# 马家镇 (眉县)
马家镇是中国陕西省宝鸡市眉县下辖的一个镇，2011年并入常兴镇。

## 行政区划
马家镇下辖以下行政区：
镇区店子居委会、马家村、汶家滩村、杨家村、魏家堡村、车圈村、祁家村、北塬村